# Molossus
Molossus là một chi động vật có vú trong họ Dơi thò đuôi, bộ Dơi. Chi này được E. Geoffroy miêu tả năm 1805. Loài điển hình của chi này là Vespertilio molossus Pallas, 1766.

## Các loài
Chi này gồm các loài: